# Regina Benavente
Regina María Benavente (Buenos Aires, 21 de enero de 1932) es una compositora y docente argentina, formada en el Instituto Di Tella.

## Biografía
Regina Benavente nació el 21 de enero de 1932 en Buenos Aires, su padre era Manuel José Benavente quien le dio sus primeras lecciones de música. Posteriormente ingresó y fue distinguida con una beca estímulo para estudiar en el Conservatorio Nacional de Música, donde estudió armonía, contrapunto, piano e historia de la música.
En el año 1962 ganó el premio Helena Rubinstein en el Concurso Internacional para Compositores realizado en el Instituto Santa Cecilia en Porto (Portugal) junto con el Internacionale Musiker Brief Archivs de Berlín. Entre los años 1967 y 1968 participó junto con la colombiana Jacqueline Nova y la argentina Iris Sangüesa, de cursos para becarios en el Centro Latinoamericano de Altos Estudios Musicales del Instituto Di Tella, pero en calidad de oyente Fue la primera alumna en participar como tal, por expreso pedido de  Alberto Ginastera. Allí entre sus profesores se encontraban Abraham Jurafsky, Roberto García Morillo, Pedro Sáenz Amadeo, Gilardo Gilardi y Rafael González. También recibió clases de Alberto Ginastera. Durante estos años se estrenan varias obras de su creación.
Como compositora, Benavente produjo numerosas obras orquestales; así como conjuntos de cámara, piano, voz y coro. También ha estado activa en el campo de la música electrónica.
Durante su carrera, fue profesora de armonía y contrapunto en el Conservatorio Nacional de Música y en el Instituto Santa Ana de Buenos Aires; así como también fue Secretaria de la Sociedad Argentina de Música Contemporánea.

## Obras destacadas
- Pastoral y Danza
- Sinfonía de primavera (1951)
- Cronos
- Galaxias (1967)
- Secuencias
- Tocata
- Música para orquesta de cuerda (1963)